# Широкоисский сельсовет
Широкоисский сельсовет — муниципальное образование со статусом сельского поселения в Мокшанском районе Пензенской области Российской Федерации.
Административный центр — село Широкоис.

## История
Статус и границы сельского поселения установлены Законом Пензенской области от 2 ноября 2004 года № 690-ЗПО «О границах муниципальных образований Пензенской области».
22 декабря 2010 года в соответствии с Законом Пензенской области № 1992-ЗПО в состав сельсовета включена территория упраздненного Потьминского сельсовета.

## Население
| 2002 | 2010 | 2012  | 2013 | 2014 | 2015 | 2016 |
| ---- | ---- | ----- | ---- | ---- | ---- | ---- |
| 846  | ↘590 | ↗1036 | ↘992 | ↘956 | ↘926 | ↘911 |
| 2017 | 2018 | 2021  |      |      |      |      |
| ↘878 | ↘851 | ↘743  |      |      |      |      |

## Состав сельского поселения
| № | Населённый пункт   | Тип населённого пункта       | Население |
| - | ------------------ | ---------------------------- | --------- |
| 1 | Кульмановка        | село                         | ↘0        |
| 2 | Мордовская Муромка | село                         | ↘3        |
| 3 | Новоникольское     | село                         | ↘16       |
| 4 | Октябрь            | посёлок                      | 8         |
| 5 | Потьма             | село                         | ↗489      |
| 6 | Синцево            | село                         | ↘39       |
| 7 | Широкоис           | село, административный центр | ↘532      |